# Marysville (Michigan)
Marysville je město, které se nachází na západním břehu Řeky svaté Kláry ve Spojených státech amerických, ve státě Michigan, okrese St. Clair, na hranicích s Kanadou. Na druhém břehu řeky leží kanadské město Corunna. Podle sčítání lidu v roce 2000 mělo město 9684 obyvatel a rozlohu 20,6 km2.
První zmínka o osídlení oblasti města je již z roku 1786, kdy si zde jistý Antoin Morass založil pilu. Později v roce 1817 Zephanius Bunce připlul po Řece svaté Kláry a usadil se na místě pily, které pojmenoval Bunce Creek. Na dnešním bulváru Huron se zase usadil jistý Edward Vickery, podle jehož jména se místu začalo říkat Vicksburg. Protože však v Michiganu už byla jiná vesnice s názvem Vicksburg, nechali městečko přejmenovat na Marysville, podle jména jeho ženy. Oficiálně bylo Marysville ustanoveno v roce 1919 ještě jako vesnice a v roce 1924 získalo statut města.